# ミラクルガールズフェスティバル
『ミラクルガールズフェスティバル』（MIRACLE GIRLS FESTIVAL）は、セガゲームスより2015年12月17日に発売されたPlayStation Vita用ゲームソフト。美少女が主人公の人気アニメ11作品の主題歌22曲を収録した音楽ゲーム。略称は『みがる』。

## 概要
『ゆるゆり』『這いよれ! ニャル子さんF』『ビビッドレッド・オペレーション』『きんいろモザイク』『蒼き鋼のアルペジオ -アルス・ノヴァ-』『てさぐれ!部活もの あんこーる』『Wake Up, Girls!』『GO!GO!575』『のうりん』『未確認で進行形』『ご注文はうさぎですか??』の11作品から劇中歌を収録した音楽ゲーム。
また、使用ボイスには撮りおろしのものが含まれる。
略称の「みがる」は2015年9月20日に行われた東京ゲームショウ2015のステージで三峰真白役の吉田有里が考えた。
セガより発売された『初音ミク -Project DIVA-』シリーズのシステムを使用する。モーションアクターはアフィリア・サーガが担当。
予約特典として登場キャラクターが全て描かれたA3サイズのポスターが付属する。
本編発売と同時にPlayStation Storeでは無料体験版が配信された。

## ストーリー
プレイヤーはMGFのディレクターとなり、MGFを無事成功させるため毎回楽曲や衣装のセッティングをしながら進行させてゆく。スタッフは『GO!GO!575』のメンバーが務める。

## 登場人物
ゆるゆり
- 赤座あかり - 声：三上枝織
- 歳納京子 - 声：大坪由佳
- 船見結衣 - 声：津田美波
- 吉川ちなつ - 声：大久保瑠美

這いよれ! ニャル子さんF
- ニャル子 - 声：阿澄佳奈
- クー子 - 声：松来未祐[注 1]
- 暮井珠緒 - 声：大坪由佳

ビビッドレッド・オペレーション
- 一色あかね - 声：佐倉綾音
- 二葉あおい - 声：村川梨衣
- 三枝わかば - 声：大坪由佳
- 四宮ひまわり - 声：内田彩
- 黒騎れい - 声：内田真礼

きんいろモザイク
- 大宮忍 - 声：西明日香
- アリス・カータレット - 声：田中真奈美
- 小路綾 - 声：種田梨沙
- 猪熊陽子 - 声：内山夕実
- 九条カレン - 声：東山奈央

蒼き鋼のアルペジオ -アルス・ノヴァ-
- イオナ - 声：渕上舞
- タカオ - 声：沼倉愛美
- ハルナ - 声：山村響

てさぐれ!部活もの あんこーる
- 鈴木結愛 - 声：西明日香
- 佐藤陽菜 - 声：明坂聡美
- 高橋葵 - 声：荻野可鈴
- 田中心春 - 声：大橋彩香

Wake Up, Girls!
- 島田真夢 - 声：吉岡茉祐
- 林田藍里 - 声：永野愛理
- 片山実波 - 声：田中美海
- 七瀬佳乃 - 声：青山吉能
- 久海菜々美 - 声：山下七海
- 菊間夏夜 - 声：奥野香耶
- 岡本未夕 - 声：高木美佑

GO!GO!575
- 正岡小豆 - 声：大坪由佳
- 小林抹茶 - 声：大橋彩香
- 与謝野柚子 - 声：寿美菜子
- 小野小梅 - 声：芹澤優

のうりん
- 木下林檎 - 声：田村ゆかり
- 中沢農 - 声：花澤香菜

未確認で進行形
- 夜ノ森小紅 - 声：照井春佳
- 夜ノ森紅緒 - 声：松井恵理子
- 三峰真白 - 声：吉田有里

ご注文はうさぎですか??
- ココア - 声：佐倉綾音
- チノ - 声：水瀬いのり
- リゼ - 声：種田梨沙
- 千夜 - 声：佐藤聡美
- シャロ - 声：内田真礼
- マヤ - 声：徳井青空
- メグ - 声：村川梨衣

### モーションアクター
- Wake Up, Girls!
- アフィリア・サーガ（アヤミ、コヒメ、マホ、ミク、ミュナ、モモコ、ルイズ、レイミー、ローラ）
- アイドルカレッジ（中島優衣、河東杏樹、南千紗登）
- Stand-Up! Hearts（内田琴音）

## 主題歌
オープニングテーマ「キセキ・フェスティバル」
作詞 - Giddy Garage・千葉"naotyu-"直樹、作曲・編曲 - 千葉"naotyu-"直樹
歌 - うたよめ575（正岡小豆（声：大坪由佳）、小林抹茶（声：大橋彩香））

## 収録楽曲
ゆるゆり
- ゆりゆららららゆるゆり大事件
- いぇす!ゆゆゆ☆ゆるゆり♪♪

這いよれ! ニャル子さんF
- 太陽曰く燃えよカオス
- 恋は渾沌の隷也

ビビッドレッド・オペレーション
- Vivid Shining Sky
- ありふれたしあわせ

きんいろモザイク
- Jumping!!
- Your Voice

蒼き鋼のアルペジオ -アルス・ノヴァ-
- ブルー・フィールド
- Innocent Blue

てさぐれ!部活もの あんこーる
- Stand up!!!!
- てさぐり部部歌

Wake Up,Girls!
- タチアガレ!
- 7 Girls War

GO!GO!575
- コトバ・カラフル
- コトバ・サガシタイ

のうりん
- も・ぎ・た・て♡フルーツガールズ
- コードレス☆照れ☆PHONE
- コードレス☆照れ☆PHONE-ゆかたんコンサートバージョン-[注 2]

未確認で進行形
- とまどい→レシピ
- まっしろわーるど

ご注文はうさぎですか??
- Daydream café
- ぽっぴんジャンプ♪

## イベント
2016年4月3日に、本作に出演する声優ユニットが出演するライブ＆トークイベント『ミラクルなガールズのフェスティバル』が赤坂BLITZで開催された。『ミラクルガールズフェスティバル』のパッケージ版の初回購入特典に、本イベントの優先予約チケットが封入される。
イベントは『ミラクルガールズフェスティバル』出演声優によるトークパートと、「Wake Up, Girls!」、「セガ・ハード・ガールズ」、「アフィリア・サーガ」によるライブパートの2部構成。